# Periclitopa gariepina
Periclitopa gariepina är en skalbaggsart som beskrevs av Louis Albert Péringuey 1904. Periclitopa gariepina ingår i släktet Periclitopa och familjen Melolonthidae. Inga underarter finns listade i Catalogue of Life.